# Minerały wtórne
 Minerały wtórne – minerały tworzące się w skałach w wyniku wtórnych procesów, kosztem innych minerałów. Najczęściej są one rezultatem procesów pomagmowych oraz wietrzeniowych.

## Minerały wtórne procesów pomagmowych
Minerały powstające w tych procesach mogą być rezultatem przeobrażeń minerałów wcześniejszych, np. produkty zmian oliwinów, augitów, lub też tworzą się z resztkowych roztworów pomagmowych migrujących między wcześniej utworzonymi minerałami. Tego typu minerały wtórne tworzą najczęściej osobniki nie rozpoznawalne makroskopowo. Zmiany dostrzec można przy obserwacjach mikroskopowych (zob. → mikroskop polaryzacyjny). Większe osobniki mogą powstać tylko w sprzyjających warunkach, np. w lawach. Krystalizują tu przede wszystkim  w pęcherzykach pogazowych. 
Charakterystyczne minerały wtórne tych procesów to: kwarc β, ametyst, chalcedon-agat, zeolity-heulandyt, stilbit, chabazyt, oraz seladonit, kalcyt i pimelit.

## Minerały wtórne procesów metamorficznych
W skałach metamorficznych najczęstszymi minerałami wtórnymi są reprezentanci grupy serpentynu – antygoryt, chryzotyl. Powstają one po oliwinach w wyniku serpentynizacji. jako inny przykład można podać grupę minerałów chlorytowych jako produkt przemian hydrotermalnych piroksenów, amfiboli i biotytu.

## Minerały wtórne procesów wietrzeniowych
Wietrzenie odgrywa znaczącą role w powstawaniu minerałów wtórnych. Powstają one poprzez rozpad innych, wyługowanie, utlenienie, hydratację itp... Jako przykład rozpadu można podać powstawanie minerałów ilastych grupy kaolinitu zastępujących skalenie. Klasycznym, przykładem jest powstawanie gōethytu po pirycie tzw. pseudomorfoza. Wiele minerałów wtórnych powstaje w wyniku utleniania wielu złóż, np. w złożach uranu często w wyniku utleniania uraninitu powstaje uranofan, autunit, torbernit.